# Alister Kirby
Pour les articles homonymes, voir Kirby.
Alister Graham Kirby, né le 14 avril 1886 à Brompton et mort le 29 mars 1917 en France, est un rameur d'aviron britannique.
Il est sacré champion olympique en 1912 à Stockholm, remportant la course de huit.
Il meurt en France en 1917 alors qu'il sert dans l'Armée britannique des suites d'une maladie contractée durant la Première Guerre mondiale. 